# Bouclier honorifique
Un bouclier honorifique (en latin clipeus virtutis) est, sous l'Empire romain, un bouclier attribué par le Sénat de Rome à l'empereur, comme hommage de ses vertus et ses mérites. 

## Origine
| |  |  |
| À gauche, copie en marbre du bouclier d'Auguste, découvert à Arles et conservé au Musée de l'Arles et de la Provence antiques ; à droite, version vectorisée du bouclier |  |  |

Après la mort de Jules César en -44, Octave, son petit-neveu et fils adoptif, prend le pouvoir et est proclamé Imperator par le Sénat. Octave reçut en 27 av. J.-C. au nom du Sénat et du peuple romain un bouclier célébrant ses quatre vertus, exposé dans la curie Julia. En même temps que ce bouclier, Octave reçoit la couronne civique et la couronne de laurier ainsi que le titre d'Auguste.
Une copie en marbre de Carrare de 1,10 m faite en 26 av. J.-C. lors du séjour d'Auguste dans la colonie d'Arles a été retrouvée en 1951 dans le cryptoportique d'Arles, elle est conservée au Musée archéologique d'Arles antique. Elle donne le texte suivant :
Senatus

Populusque romanus

Imp Caesari divi F Augusto

cos VIII dedit clupeum

virtutis clementiae

iustitiae pietatis erga

Deos patriamque.
Ceci signifie que « Le Sénat et le peuple romain à l’empereur 
César Auguste, fils du Divin (César) consul pour
la 8e fois, ont offert ce bouclier pour sa vaillance, sa clémence, son sens de la justice, son sens du devoir envers les dieux et la Patrie ». Une autre inscription semblable mais très fragmentaire a été trouvée à Rome.

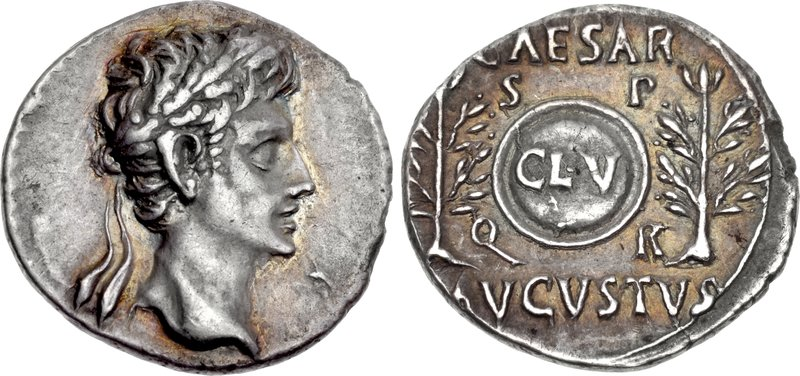
denier frappé en Espagne, avec le bouclier honorifique entouré par la mention SPQR - Ref. RIC I36a

Ce bouclier est également figuré au revers de plusieurs monnaies émises à l'effigie d'Auguste.
Les qualités mentionnées sur le bouclier participent à l'idéologie du souverain bienfaiteur dotés des vertus stoïciennes, qui se constitue sous Auguste et qui s'inspire des philosophies grecques et orientales.

## Suites
L'offrande par le Sénat d'un bouclier honorifique est décernée à plusieurs successeurs d'Auguste. Ainsi Caligula reçoit un bouclier d'or que, tous les ans, à un jour déterminé, les collèges des pontifes devaient porter au Capitole, suivis du sénat et de la jeune noblesse des deux sexes qui chantait des hymnes à sa louange. Ultérieurement, Antonin le Pieux consacre un bouclier à son prédécesseur défunt Hadrien, et  le Sénat accorde à Claude II un bouclier d'or exposé dans la curie.